# Enzo Leijnse
Enzo Leijnse (16 juli 2001) is een Nederlands baan- en wegwielrenner die anno 2024 rijdt voor Team dsm-firmenich PostNL.
In 2019 behaalde Leijnse een tweede plaats op de tijdrit en een vierde plaats in de wegwedstrijd tijdens de Wereldkampioenschappen wielrennen voor junioren.

## Belangrijkste resultaten

### Wegwielrennen
2018
3e etappe GP Rüebliland (tijdrit), junioren
Eindklassement GP Rüebliland, junioren
2019
 Europees kampioenschap tijdrijden, junioren
 Wereldkampioenschap tijdrijden, junioren
2020
2e etappe B Ronde van de Isard (ploegentijdrit)
2023
4e etappe Olympia's Tour

#### Resultaten in voornaamste wedstrijden op de weg
| Jaar | Ronde van Italië | Ronde van Frankrijk | Ronde van Spanje |
| ---- | ---------------- | ------------------- | ---------------- |
| 2024 |                  |                     | 129e             |
| 2025 |                  |                     |                  |

| Jaar | Gent-Wevelgem | Ronde van Vlaanderen | Parijs-Roubaix | Amstel Gold Race | Luik-Bast.‑Luik | Waalse Pijl |
| ---- | ------------- | -------------------- | -------------- | ---------------- | --------------- | ----------- |
| 2024 | opgave        |                      |                | 120e             | opgave          | 21e         |
| 2025 | opgave        | opgave               | opgave         | opgave           | opgave          |             |

#### Resultaten in kleinere rondes
| Jaar | UAE Tour | Tirreno-Adriatico | Ronde van het Baskenland | Critérium du Dauphiné |
| ---- | -------- | ----------------- | ------------------------ | --------------------- |
| 2024 | 81e      |                   | 109e                     | 86e                   |
| 2025 | 95e      | 102e              |                          |                       |

### Baanwielrennen
| Jaar     | NK                                                                     |
| Junioren | Junioren                                                               |
| -------- | ---------------------------------------------------------------------- |
| 2017     | scratch · omnium · puntenkoers                                         |
| 2018     | achtervolging · koppelkoers · puntenkoers · scratch                    |
| Elite    |                                                                        |
| 2017     | ploegenachtervolging                                                   |
| 2018     | ploegenachtervolging · 8e 50km                                         |
| 2019     | ploegenachtervolging · achtervolging · 5e koppelkoers · 8e puntenkoers |

## Ploegen
- 2020 –  Development Team Sunweb
- 2021 –  Development Team DSM
- 2022 –  Development Team DSM
- 2023 –  Development Team dsm-firmenich
- 2024 –  Team dsm-firmenich PostNL
- 2025 –  Team dsm-firmenich PostNL

Andresen · Bardet · Barguil · Van den Berg · Bevin · Bittner · Van den Broek · Combaud · Degenkolb · Dinham · Eddy · Edmondson · Eekhoff · Hamilton · Jakobsen · Leemreize · Leijnse · Liepiņš · Märkl · Naberman · Onley · Poole · Roosen · Tusveld · van Uden · Vermaerke · Welten · Koerdt (stagiair)